# Білоногові
Білоно́гові (Podargidae) — родина нічних птахів ряду дрімлюгоподібних. Включає 15 видів.

## Поширення
Білоногові поширені у Південній та Південно-Східній Азії, Австралії, Новій Гвінеї та на Соломонових островах.

## Опис
Зовні схожі на невеликих сов. У них дуже широкий дзьоб, трохи зігнутий донизу з гачком на кінці. Забарвлення маскувальне, з візерунку з чорних, коричневих та жовтих смужок.

## Спосіб життя
Активні вночі, вдень сидять нерухомо у гущі гілок дерев. Літають погано. Полюють на здобич із засідки на дереві. Нападають на комах, павуків, інших безхребетних, дрібних плазунів та ссавців. Гніздо будують на гілках дерев. Насиджують яйця обидва партнери почергово.

## Види
- Підродина Білоножні (Podarginae)
  - Рід Білоніг (Podargus)
    - Білоніг новогвінейський (Podargus ocellatus)
    - Білоніг гігантський (Podargus papuensis)
    - Білоніг австралійський (Podargus strigoides)
- Підродина Корнудні (Batrachostominae)
  - Рід Корнудо (Batrachostomus)
    - Корнудо індокитайський (Batrachostomus affinis)
    - Корнудо вухатий (Batrachostomus auritus)
    - Корнудо палаванський (Batrachostomus chaseni)
    - Корнудо сундайський (Batrachostomus cornutus)
    - Корнудо дулітський (Batrachostomus harterti)
    - Корнудо довгохвостий (Batrachostomus hodgsoni)
    - Корнудо яванський (Batrachostomus javensis)
    - Корнудо цейлонський (Batrachostomus moniliger)
    - Корнудо суматранський (Batrachostomus poliolophus)
    - Корнудо філіппінський (Batrachostomus septimus)
    - Корнудо малазійський (Batrachostomus stellatus)

  - Рід Rigidipenna
    - Корнудо соломонський (Rigidipenna inexpectata)
- Podargidae incertae sedis
  - † Masillapodargus (еоцен, Європа)